# Calle Álvaro Flórez Estrada
La calle Álvaro Flórez Estrada es una vía pública de la ciudad española de Oviedo.

## Descripción
La vía, que en origen se conocía como «calle Pozos», nace de un punto en el que confluye con las calles Guillermo Estrada y Eduardo Martínez Torner y la avenida del Cristo de las Cadenas y discurre hasta Burriana, donde conecta con Celestino Villamil. Tiene cruces con el pasaje de los Castaños, el de los Nogales y el de Policarpo Herrero y las calles Baldomero Fernández, Joaquín Villa Cañal y Rafael Altamira. Con el título actual, concedido en 1869, honra a Álvaro Flórez Estrada (1766-1853), economista y político natural de la localidad asturiana de Pola de Somiedo, senador, diputado y presidente interino del Congreso de los Diputados.
Aparece descrita en El libro de Oviedo (1887) de Fermín Canella y Secades con las siguientes palabras:

Flórez Estrada.—Antes Pozos, tal vez por algún accidente ó irregularidad del piso, hasta que por acuerdo municipal de 1869 recibió el célebre nombre del gran economista español, gloria legítima de Asturias.—Ent.: San Isidoro.—Conc.: San José.
(Canella y Secades, 1887, p. 112)